# 크리티컬 히트
크리티컬 히트(critical hit) 또는 치명타는 많은 롤플레잉 게임과 비디오 게임에서 성공적인 공격이 일반적인 타격보다 더 많은 피해를 입힐 가능성을 의미한다.
크리티컬 히트의 개념은 행운을 시뮬레이션하는 방법으로 전쟁 게임과 롤플레잉 게임에서 유래되었으며 1/64(~1.56%)의 고정 비율로 설정된 1986년 JRPG 드래곤 퀘스트의 비디오 게임으로 넘어갔다. 그러나 크리티컬 히트를 사용하는 다른 많은 비디오 게임에는 플레이어 캐릭터의 레벨이나 공격 통계를 높이는 등 크리티컬 히트 발생 가능성을 높이는 방법이 있을 수 있다.
롤플레잉 게임과 비디오 게임 모두 다른 이름을 사용하여 특정 대상이나 약점을 포함하여 더 많은 피해를 주는 것과 다른 효과를 제공하고 드물게 다음을 포함하여 덜 전통적인 버전의 크리티컬 히트를 사용하도록 선택할 수도 있다. 드물게는 크리티컬 미스 효과가 포함됨으로써 이루어질 수도 있다.

## 같이 보기
- 헤드샷